# Anton Carp
Anton Carp (n. 17 ianuarie 1849, Buzău, Țara Românească – d. 21 februarie 1914, București, România) a fost un politician și ministru român, de mai multe ori guvernator al BNR. 
Licențiat în drept la Paris, Anton Carp și-a legat cea mai mare parte a vieții de slujirea Băncii Naționale a României, devenind inițial director și mai apoi guvernator al instituției, funcții în care a colaborat îndeaproape cu Eugeniu Carada. Printre realizările sale ca guvernator se numără: apariția conturilor curente pe depozite de titluri, aur, argint și monede străine; sprijinirea activității bancare, comerciale și agricole a țării prin intermediul scontului BNR; extinderea rețelei de agenții BNR la nivelul Vechiului Regat; elaborarea regulamentelor de operațiuni, precum și a celor de funcționare a sucursalelor și agențiilor BNR. A fost preocupat îndeaproape de construirea imobilelor destinate sucursalelor BNR de la Galați, Craiova, Iași și Brăila, acțiune finalizată în 1888. Totodată, a urmărit cu deosebită atenție procesul de construire și amenajare a palatului BNR, până în iunie 1890 când toate serviciile Băncii s-au mutat în noul sediu.
Începând cu anul 1881 a exercitat funcția de director în Banca Națională a României, iar în perioada 1882-1914 a fost de mai multe ori guvernator al BNR:
- 1 decembrie 1882 - 27 februarie 1888
- 10 noiembrie 1888 - 18 noiembrie 1890
- 21 noiembrie 1895 - 17 noiembrie 1899
- 1 ianuarie 1905 - 12 martie 1907
- 1 noiembrie 1909 - 21 ianuarie 1914

În timpul mandatului lui Anton Carp la Ministerul Agriculturii, Comerțului, Industriilor și Domeniilor pe care l-a condus între 1907-1909, a înființat Casa Rurală.